# Mercedes-Benz OM613
| Mercedes-Benz                  | Mercedes-Benz        |
| ------------------------------ | -------------------- |
|                                |                      |
| Марка:                         | Mercedes-Benz        |
| Тип:                           | ДВС                  |
| Робочий об'єм:                 | 3222 см3             |
| Максимальна потужність:        | 145 кВт (197 к.с.)   |
| Максимальний обертовий момент: | 470 Н·м              |
| Конфігурація:                  | Рядна                |
| Циліндрів:                     | 6                    |
| Клапанів:                      | 4 клапана на циліндр |
| Екологічні норми:              | ЕВРО 3/4             |
| Хід поршня:                    | 88.3 мм              |
| Діаметр циліндра:              | 88 мм                |
| Ступінь стиску:                | 18                   |
| Система живлення:              | Common Rail          |
| Охолодження:                   | рідинне              |
| Матеріал блоку циліндрів:      | Чавун                |
| Матеріал ГБЦ:                  | Алюміній             |
| Ресурс:                        | 400000 тис. км.      |
| Тактність (число тактів):      | 4                    |
| Максимальні оберти:            | 5000                 |
| Червона зона:                  | 4500-5000 об/хв      |
| Рекомендоване паливо:          | Дизель               |

Двигун OM613(OM613 DE32 LA) — 3,2 літровий рядний шестициліндровий двигун Мерседес ОМ613 збирали з 1999 до 2003 року, та був аналогом чотирьох циліндрового OM611, та п'яти циліндрового OM612 а встановлювали лише на дві моделі: E-класу в кузові W210 та S-класу в кузові W220.
Цей силовий агрегат передбачали в єдиній модифікації 320 CDI на 197 к.с. і 470 Нм.
В лінійку L6 також входять дизелі: OM603, OM606, OM648 и OM656.